# كوستاينيتسا (كونييتش)
كوستاينيتسا (بالسيريلية Костајница) هي قرية في البوسنة والهرسك. وهي تقع في بلدية كونييتش التابعة لكانتون الهرسك-نيريتفا في اتحاد البوسنة والهرسك. طبقا لنتائج تعداد البوسنة عام 2013 فقد كان عدد سكانها 93 نسمة.

## التركيبة السكانية

### التطور التاريخي للسكان
| 1961 | 1971 | 1981 | 1991 | 2013 |
| ---- | ---- | ---- | ---- | ---- |
| 380  | 413  | 422  | 428  | 93   |

## وصلات خارجية
- Maplandia (بالإنجليزية)